# Anuakové
Anuakové (také Anyuak nebo Anywaa) jsou příslušníci východoafrického nilotského etnika. Žijí v Etiopii, především ve státě Gambela, a v přilehlé části Jižního Súdánu. Jejich počet se odhaduje na 200 000 až 300 000.
Anuakové obývají rovinatou savanu v povodí řek Akobo a Baro. Díky vlhkému a teplému podnebí a úrodné půdě jsou převážně usedlými zemědělci. Pěstují kukuřici, čirok a vignu, chovají kozy a ovce, významný je i rybolov.
V původním náboženství hrál ústřední roli kult předků a všemocný duch Jwøk, později většina Anuaků přestoupila na evangelikalismus. Sociální organizace je patrilineární. Většina Anuaků žije ve vesnicích do pěti set obyvatel, v jejichž čele stojí náčelník kwaaro, jehož však může kmenová rada sesadit.
V době Etiopského císařství byli Anuakové loveni jako otroci, tato praxe ustala až začátkem dvacátého století. Za vlády Dergu bylo do Gambely přesídleno mnoho obyvatel Etiopské vysočiny sužované neúrodou, což změnilo etnické složení regionu v neprospěch Anuaků. Původní obyvatelé založili hnutí Gambela People's Liberation Movement, které bylo zpočátku součástí Etiopské lidové revoluční demokratické fronty, s níž se podílelo na svržení režimu. Pak však vypukl konflikt mezi Anuaky a Nuery, při němž se kmenové milice postavily proti centrální vládě. V prosinci 2003 došlo v Gambele k velkému masakru Anuaků. Tlak na domorodce zesílil také po objevení zásob zlata a ropy na jejich území. Organizace Human Rights Watch shromáždila mnoho případů mučení a znásilnění a obvinila etiopskou vládu z genocidy. Rovněž jihosúdánští Anuakové trpěli v důsledku druhé súdánské občanské války. V důsledku bojů mnoho Anuaků odešlo do exilu, početná diaspora žije v Minnesotě.